# Huixquilucan
Huixquilucan de Degollado (Nahuatl: Huitzquillucan) is een voorstad van Mexico-Stad, gelegen in de Mexicaanse staat Mexico. De plaats heeft 9.200 inwoners (census 2005) en is de hoofdplaats van de gemeente Huixquilucan.